# 虬江市社
虬江市社（越南语：／），又译“裘江”，是越南富安省下辖的一个市社。

## 地理
虬江市社东临南中国海，西接同春县，南接绥安县，北接平定省归仁市。

## 历史
2009年8月27日，虬江县改制为虬江市社；撤销虬江市镇，春芳社和虬江市镇析置春安坊，虬江市镇析置春富坊，虬江市镇、春寿一社和春林社析置春城坊，春寿一社和春寿二社析置春台坊。
2019年3月4日，虬江市社被评定为三级城市。
2019年11月21日，春和社并入春景社。

## 行政区划
虬江市社下辖4坊9社，市社人民委员会位于春富坊。
- 春台坊（Phường Xuân Đài）
- 春富坊（Phường Xuân Phú）
- 春城坊（Phường Xuân Thành）
- 春安坊（Phường Xuân Yên）
- 春平社（Xã Xuân Bình）
- 春景社（Xã Xuân Cảnh）
- 春海社（Xã Xuân Hải）
- 春林社（Xã Xuân Lâm）
- 春禄社（Xã Xuân Lộc）
- 春芳社（Xã Xuân Phương）
- 春盛社（Xã Xuân Thịnh）
- 春寿一社（Xã Xuân Thọ 1）
- 春寿二社（Xã Xuân Thọ 2）

## 观光
虬江市社是一个旅游城市，以海景风光闻名。